# 웅용
웅용(熊勇, ? ~ 기원전 838년)은 중국 초나라의 제9대 군주(재위: 기원전 847년 ~ 기원전 838년)이다. 웅연의 아들이고, 웅엄의 형이다.
웅용 6년(기원전 842년)에 서주 사람들이 반란을 일으켜 서주 여왕을 공격하자 여왕이 체(彘)나라로 달아났다.
웅용 10년(기원전 838년)에 죽었고, 동생인 웅엄이 뒤를 이었다.
《청화대학장전국죽간(淸華大學藏戰國竹簡)》《초거(楚居)》에는 이름이 용(甬)으로 나와 있다.
| 전 임 아버지 웅연 | 제9대 초나라의 군주 기원전 847년 ~ 기원전 838년 | 후 임 동생 웅엄 |